# 杨小民案
杨小民案，又称西宁二·二七案，是1979年2月27日，发生于青海西宁的一起故意杀人案，凶手杨小民为时任中国共产党青海省委办公厅副主任杨国英之子。
此案一审为死刑立即执行，后青海省高级法院因为被告家庭因素改为死缓。此案结果一经公布，青海当地民众强烈抗议，最高人民法院期间多次干预此案，但均因由中国共产党内官员庇护而在四年内无法纠正。此案最终由时任中国共产党中央委员会总书记胡耀邦亲自批示、中央派遣调查组调查后而改判。
杨小民案与胡晓阳案被视为中国共产党内以胡耀邦为首的改革一派对中国法制与吏治的重建。胡耀邦本人也因此类事件的处理而在中国民众之间获得大量民心，并持续影响着中国政局的发展。

## 审判

### 初审
1979年2月26日上午，青海省委办公厅副主任杨国英之子杨小民到水房挑水时，与《青海日报》编辑王水之子王强相遇并发生口角。次日上午两人再次相遇，并再次发生口角，杨小民遂向王强捅14刀。王强因抢救无效死亡。同年9月6日，西宁城中区法院认定杨小民犯有故意杀人罪，判处死刑立即执行。西宁市中级人民法院核准判决，并于11月3日报请青海省高级人民法院复核。

### 改判
然而，青海省高院复核改判为死缓，此后高院内部争议僵持不下，同年12月7日，报中共青海省委常委会，仍然同意改判死缓。此案一经改判，舆论大哗，被害人家属在集市展示血衣。1979年12月16日，当地民众聚集将近十余万人，并向青海省高院请愿。此后城中区检察院、西宁市检察院准备抗诉，后被青海省检察院检察长阻止。王强之姊王欢茹去最高人民法院申诉，最高人民法院因此向青海省高级人民法院要求复查，均无结果。1984年，青海省委迫于压力，开始内部扩大讨论，8789人中的6725人主张判处死刑，但仍然无法执行。

### 媒体介入
而同时，《光明日报》驻青海记者站站长陈宗立开始了长达数年的收集材料，并调查证实杨家为青海省高院院长杨树芳设宴款待请求改判，并宴请了此案的审判员。然而，1983年，被告之父杨国英升任青海省委副秘书长兼办公厅主任，原青海省高级法院院长杨树芳升任青海省副省长，使得此案的调查与翻案更陷入困境。陈宗立虽然邀请同行参加，均因为涉及权贵过多而遭到婉拒。1984年6月9日，陈宗立与李蔚提交《青海省委副秘书长杨国英之子杨小民故意杀人重罪轻判群众强烈不满》一稿，并经《光明日报》总编辑杜导正、记者部主任卢云支持，但仍然被权贵压制无法公开发表，只能发以内参形式。

## 中央批示与改判
然而此内参却得到了邓小平、胡耀邦、习仲勋、陈丕显、薄一波、胡启立等中央高层批示。
|              | 徇私枉法，官官相护，封建家族关系。 |
| ——胡耀邦批示 |                                    |

时任中国共产党中央委员会总书记胡耀邦并派遣中国共产党中央组织部副部长乔明甫作为调查工作组组长，进入青海调查。乔明甫曾一度欲彻底清查中共青海省领导集团，但未能成行。

### 重审
迫于压力的中共青海省委于1984年10月12日开始重新研究，但仍然强调此案是工作失误，而不存在权钱交易。同年11月5日，陈宗立和李蔚的第二篇稿件又刊出《杨小民杀人案值得深究——建议中纪委直接派工作组查处此案》，矛盾直至青海省最高政治集团。青海省委经调查发现陈宗立，并采用人身攻击、恫吓和威胁等手段；而民间亦出现自发组织暗中保护，一时之间青海西宁出现两派势力对抗。

### 介入与改判
1984年12月，中央整党指导委员会会同最高人民法院、最高人民检察院组成调查组赴青海调查。历时四个月后查清事实，并于1985年7月31日《青海日报》头版公布，判定青海省高级法院对此案的错判负有直接责任；省委和省委主要负责人负有重要责任。
同年6月13日，中央书记处专门对此案进行会议，并由中共中央办公厅发出第228号文件。次月，由中国共产党中央纪律检查委员会、中组部、最高人民法院、最高人民检察院等联合组成工作组，协助青海省委等进行纠正、调查，同时提议重新审理此案，随后改判杨小民死刑，立即执行。
同年7月31日，青海省召开公判大会，将杨小民押赴刑场执行枪决。西宁人山人海。囚车过处，市民燃放鞭炮，以示庆祝。

## 影响

### 青海政界
1985年12月1日，中央赴青海查处杨案工作组出具报告《关于杨小民错判案有关责任者的错误事实、性质及处理意见的报告》。包括原青海省委书记赵海峰、青海省法院院长杨树芳、青海省法院院长杨西林、省法院副院长郑仲良等8人被追究政治领导责任。【这些处分只是工作组的建议，并未执行。】

### 调查组
1985年12月，中央整党指导委员会在北京召开了有中央赴青海查处杨案工作组全体成员、青海省委主要负责人以及中央办公厅、中纪委、中组部、中宣部、最高人民法院、最高人民检察院等部门负责人参加的汇报会，薄一波主持会议，并邀请陈宗立列席会议。期间亦发生一起意外：中央工作组成员张耀发言中，因义愤填膺而致使心脏病突发，抢救无效去世。
1986年4月4日，陈宗立、李蔚和《光明日报》副总编辑马沛文联名发表了第三篇情况反映：《对纠正青海省一桩死罪轻判大错案的述评》，作为此案的一个详细披露。

### 中央
1986年1月17日，中共中央政治局常委、中央军委主席、中央顾问委员会主任邓小平在中共中央政治局常委会会议上讲话，肯定此案的处理：
|  | 杨小民杀人案拖了多少年，谭启龙、梁步庭都没有解决，要给予严肃批评。是一个记者，写了内部材料，向中央做了如实反映，中央派了调查组，进行了调查。案子拖了多年，现在处理了，处理得好，就是这样的案子才会有震动。 |